# Хени Ал Мулија
Хени Ал Мулија (енгл. Hani Al Moulia) је слепи фотограф и сиријски избеглица са седиштем у Реџајну.

## Биографија
Рођен је у Сирији као најстарији од шесторо браће и сестара. Није завршио средњу школу да би помогао родитељима у узгоју оваца. Године 2012. је емигрирао у Хомс и преселио се као избеглица у долину Бека где је самостално учио енглески језик. Касније га је усавршавао на Универзитету Реџајна где је студирао рачунарско инжењерство. Док је тамо боравио похађао је радионицу фотографија коју је водио Високи комесаријат Уједињених нација за избеглице. Његова породица је дошла у Канаду 2015. када је изложио свој рад на фестивалу Канадских новинара за слободно изражавање као једних од ретких фотографа аматера који су то успели. Године 2017. је његова фотографија представљена на изложби Home/Shelter/Belonging Музеја Западног Ванкувера, на фестивалу Harmony Arts и у Халифаксу на изложби It's Not Impossible. Био је члан Омладинског савета премијера и говорник на догађајима WE Day. Има нистагмус и не може да види много боја, нити кроз тражило камере већ само да се фокусира на ствари које се налазе десет центиметара од његовог лица.